# The Wizard and I
The Wizard and I (Il mago ed io) è una canzone del musical Wicked di Stephen Schwartz (vincitore del Grammy Award). Fu interpretata originariamente a Broadway da Idina Menzel (nel ruolo di Elphaba) e da Carole Shelley (Madame Morrible) nell'incisione del cast originale. 

## Contesto
La canzone è cantata all'inizio del primo atto ed introduce al pubblico il personaggio di Elphaba. Madame Morrible scopre il talento magico di Elphaba e le parla delle opportunità che questo potrà comportarle, lusingandola con la promessa di farle incontrare presto il Mago di Oz. Elphaba stupita da tante promesse di felicità, considerando soprattutto il poco rispetto che il padre ha per lei. Inoltre la ragazza sogna che il Mago la consideri per il proprio talento e non per la sua pelle verde

## La canzone
Nella canzone compare per la prima volta nel musical il tema principale di tutto lo spettacolo. Curiosamente Elphaba afferma di essere così felice che potrebbe sciogliersi (in inglese, to melt); infatti nella storia lei si scioglierà a causa di un secchio d'acqua che Dorothy Gale le getta addosso. La canzone presenta alcuni elementi di un altro brano del musical “Making Good”, eliminate nella versione finale dello spettacolo.

## Versione di Cynthia Erivo e Michelle Yeoh
L'attrice britannica Cynthia Erivo e l'attrice malese Michelle Yeoh hanno eseguito The Wizard and I nel ruolo rispettivamente di Elphaba e Madame Morrible nella prima parte del dittico di trasposizione cinematografica di Wicked, uscita il 22 novembre 2024, lo stesso giorno della colonna sonora Wicked: The Soundtrack.

### Classifiche
| Classifica (2024) | Posizione massima |
| ----------------- | ----------------- |
| Stati Uniti       | 93                |